# رادیو هفت
رادیو هفت نام یک برنامه تلویزیونی ادبی، هنری و موسیقی‌محور به تهیه‌کنندگی منصور ضابطیان و محمد صوفی بود که از شبکهٔ آموزش سیما پخش شد.

## ساختار
برنامهٔ رادیو ۷ در شبکهٔ آموزش ایران از تاریخ ۲۰ آذر ۱۳۹۰ شروع به پخش کرد. این برنامه به مدت چند سال ادامه داشت و در نهایت در تاریخ ۲۷ تیر ۱۳۹۸ قطع شد. این برنامه به‌ویژه برای آموزش و کمک به دانش‌آموزان در مقاطع مختلف تحصیلی طراحی شده بود.
برای ایجاد لحظاتی آرام، در این برنامه بخش‌های گوناگونی مانند پخش موسیقی آرام، قصه‌خوانی، گفت‌وگو دربارهٔ موضوعات مرتبط با آرامش، حافظ‌خوانی و معرفی کتاب در نظر گرفته شده‌بود.
منصور ضابطیان، احسان کرمی، شاهین شرافتی، محمد بحرانی، رشید کاکاوند، میلاد اسلام زاده، محمد سلوکی، امیرعلی نبویان، محسن بهرامی، سهیل بالینی، آزاده صمدی، مصطفی کیهان و … از افرادی بودند که اجرای این برنامه را بر عهده داشتند. بخش قصه‌خوانی نیز با نام «قصه‌های خان‌جون» توسط مسعود فروتن و «قصه‌های امیرعلی» توسط امیرعلی نبویان اجرا می‌شد.